# Reda
För andra betydelser, se Reda (olika betydelser).
Reda (tyska: Rheda) är en stad i Powiat wejherowski i Pommerns vojvodskap i Polen. Den hade 23 565 invånare år 2014.